# Марганець (станція)
Марганець — проміжна залізнична станція Криворізької дирекції Придніпровської залізниці на електрифікованій лінії Апостолове — Запоріжжя II між станціями Нікополь (20 км) та Мирова (17 км). Розташована в однойменному місті Дніпропетровської області.
На станції є зал чекання, каси продажу квитків приміського та далекого сполучення, камери схову, багажне відділення.

## Історія
Станція була закладена на Другій Катерининській залізниці, що сполучила Кривий Ріг з Олександрівськом. Вокзал залізничної станції Городище був відкритий 30 січня 1904 року. 1923 року залізнична станція перейменована на Комінтерн з перейменуванням Городищенської копальні й шахтарського поселення. 1938 року станція перейменована на сучасну назву Марганець, з перейменуванням міста.

## Пасажирське сполучення

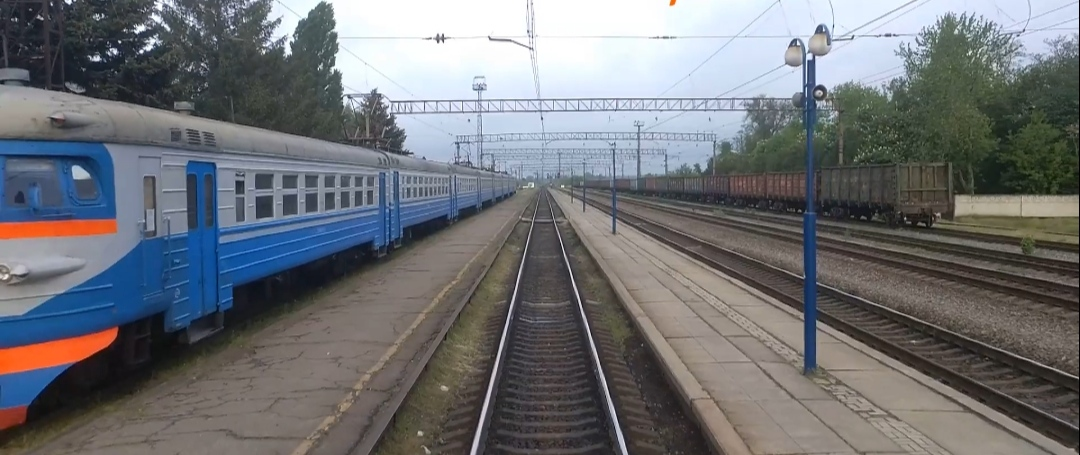
Приміський електропоїзд на станції Марганець

З 2023 року станція Марганець є кінцевою для приміських електропоїздів від/до станцій Запоріжжя I, Запоріжжя II.
З 19 січня 2023 року, через регулярні обстріли Нікополя та Нікопольського району з боку російських окупантів та з метою безпечного пересування пасажирів, поїздам далекого сполучення, що прямували через Нікополь, тимчасово змінено маршрут руху через станцію Дніпро-Головний.
З 1 листопада 2024 року змінено розклад руху приміських електропоїздів  по станції Марганець, а також подовжений маршрут руху приміського електропоїзда № 6492/6491 з призначенням у сполученні Марганець —  Запоріжжя I, що обумовлено  зручною пересадкою пасажирів на нічний швидкий поїзд № 37/38 сполученням Запоріжжя — Київ.